# Chaetodon marleyi
Chaetodon marleyi је зракоперка из реда Perciformes.

## Распрострањење
Ареал врсте је ограничен на две државе. Јужноафричка Република и Мозамбик су једина позната природна станишта врсте.

## Угроженост
Ова врста се сматра рањивом у погледу угрожености врсте од изумирања.